# Holtak hajnala (film, 2004)
A Holtak hajnala (eredeti cím: Dawn of the Dead) egy 2004-es posztapokaliptikus horrorfilm, George A. Romero azonos című 1978-as klasszikusának újrafeldolgozása. A korábban csak reklámfilmeket készítő Zack Snyder debütáló filmrendezése. A cselekmény, egy ismeretlen eredetű járvány kitörése után, egy amerikai kisváros túlélőinek egy csapatát követi nyomon, akik próbálnak kitartani a zombik támadásaival szemben. A főbb szerepekben Sarah Polley, Ving Rhames és Jake Weber látható.

## Cselekmény

Ana elképedve látja hogy változott meg a pár órával korábban még nyugodt város képe

A történet egy kisváros kórházában kezdődik, ahol Ana ápolónőként dolgozik. Kezdetben vannak baljós jelek, mint például az, amikor reggel beszállítottak egy férfit harapással - aki azóta intenzív osztályra került. Közben megemlíti az orvosnak, akivel épp konzultál, hogy az illető egy kocsmai verekedésben sérült meg reggel hatkor, vagyis amikor elkezdődött a műszakja.... Konkrétan a Doki épp kiértékeli a fejröntgent - megkérdőjelezve kollégáját -, mivelhogy az egész "csak egy harapás"..., nem egészen érti miért volt szükség ezért a fejröntgenre. Anának épp lejárt a műszakja - már egy órája kb. -, így hazafelé készülődik, s nem fordít különösebb figyelmet a hírre. Nem is beszélve a gyanús - az ezek után beérkező - riasztásról -, bár az inkább a mentősöknek szól. A hazaúton a rádióban is átugorják a már a későbbi eseményeket előrevetítő megjegyzéseket. Miután hazaér a barátjához Luishoz, közösen elmennek  zuhanyozni, így nem hallják, hogy a TV-ben rendkívüli közleményt olvasnak be. A "tartalmas" közös zuhanyozás után "jobb híján" lefekszenek aludni. Luis egy bizonyos zajra ébred fel, ezenfelül meglátja a folyosójukon annak forrását, a szomszéd kislányt. Közelebb megy hozzá, de mire meglátja, hogy a kislány valójában zombivá változott, már késő, és a kislány megharapja. Ana megpróbál segíteni neki, és határozott lendülettel kizárja a szobából az átalakult - szomszéd kislányt. Röviddel ezután a férfi elvérzik és meghal. Nem sokkal utána zombiként "tér magához" és Anára támad, aki alig tud elmenekülni. Reflektálva még az előbbiekre, Ana harapás nélkül megússza. Az utcára kiérve látja, hogy az egész város felfordult és kvázi lángokban áll. Mindazonáltal, elég jól átaludták az éjszakát. És a szomszéd - addigra már átalakult - kislány is lazán bejutott korábban(nemrég). Na de ne vesszünk el a részletekben. Vissza a Zombi konfrontációhoz, szóval zombik kergetik a még élő embereket. Ana a kocsijába beugrik és megpróbál elmenekülni a városból, de az események sodrában a város szélén összetöri a kocsiját, így gyalog folytatja az útját.
Találkozik Kenneth-tel a rendőrrel, aki a testvéréhez akar eljutni a város szélén lévő bázisba - erődbe -, amire később még kitérnek a cselekmény során. Nos ,együtt indulnak tovább, illetve nemsokára találkoznak Michaelel, Andréval és annak terhes barátnőjével, Ludával, akik figyelmeztetik őket, hogy ők a bázis(erőd) felől jönnek, és ott már szinte mindenki zombivá vált. Így mind az öten a pláza felé tartanak. A plázában találkoznak három biztonsági őrrel, akik nem bíznak senkiben. A saját életüket féltik és ezért el akarják Anáékat küldeni, mondván ez az ő helyük. Végül az őrök megengedik a kis csoportnak, hogy maradjanak, de a fegyvereiket elveszik tőlük, és elzárják őket egy kis boltban. A pláza környékén egyre több zombi jelenik meg és próbálnak betörni. Michaelék szeretnék ha tetőn S.O.S. feliratot raknának ki és elzárnák a bejárati ajtókat. Amíg a három őr felmegy a tetőre, addig Anáéknak sikerül kiszabadulniuk és felmennek utánuk. Eközben egy teherautó érkezik nyomában zombikkal. Anáék szeretnék ha beengednék a teherautó utasait, mert ők is emberek, de a biztonsági őrök főnöke CJ szerint, inkább ne kockáztassanak, és hagyják őket kint. Az őröket végül lefegyverzik, az egyik biztonsági őr, Terry átáll az ő oldalukra, a másik kettőt most ők zárják be. Segítenek bejutni a teherautó utasainak, akik közül többen is sérültek. Nem sokkal később az egyik sérült nő átváltozik zombivá így lelövik. Michael szerint a többi sérültet is le kell lőni, mielőtt ők is átváltoznak. Végül is csak az egyiknek - Franknek - van harapásos nyoma, így csak őt lövik le ezután. Ez utóbbit Kenneth személyesen vállalja, és ki is várja azt a viszonylag kis időt, amíg az illető meghal, majd annak átváltozása után - alig egy-két másodpercre rá - lövi le a "delikvenst".
Hosszabb idő telik el, a bentlakók kezdik kihasználni a pláza előnyeit, a tetőn golfoznak, kosárlabdáznak, Kenneth edz, eközben mások iszogatnak, stb. A szomszéd fegyverbolt épület tetején észreveszik Andyt, aki egyedül van. Andynek rengeteg lőszere van, de nincs élelme. Távcsöves puskájával a zombikra lövöldözik, de már olyan sok zombi van az utcán, hogy ez az egész nem sokat számít. Andre elviszi a terhes barátnőjét, egy plázabeli kisboltba hogy ott szüljön meg. Csak ő tudja hogy amikor bejöttek a plázába, akkor a feleségét megharapta egy zombi, de ezt a többiek előtt nem akarja felfedni, mert akkor Ludát is lelőnék. Vacsorázás közben elmegy az áram, ezért Michael, CJ, Kenneth és Bart lemegy a pincébe, hogy megcsinálják a generátort, de mindenütt zombik vannak és Bartot elkapják. CJ-ék csak nehezen tudnak megmenekülni. Andre lekötözte a vajúdó Ludát, mert egyre rosszabbul van. Luda mielőtt megszülné kisbabáját meghal, de röviddel halála után zombiként magához tér. Andre segítségével világra hozza a kicsit. Normának gyanús, hogy már rég nem látták a terhes asszonyt, ezért elindul megkeresni. Mikor rájuk talál Andre a törölközőbe csomagolt újszülött kislánnyal a kezében álldogál, az ágyhoz kötözött őrjöngő zombi Luda mellett. Norma némi hezitálás után fejbe lövi az asszonyt, mire Andre Normára lő - tűzpárbaj alakul ki kettejük között -, melyben mindketten meghalnak. A többiek a lövöldözés hangjára odarohannak, Ana észreveszi a kisbabát és kibontja a törölközőből. De az újszülött kisbaba elkapta anyjától a kórt(megfertőződött) - feltehetően/elméletileg vele együtt alakult át. A kicsi feltehetően még az anya méhben átváltozott. És így élete első pillanata egyben az utolsó is. Halva - azaz inkább zombinak - született, ezért - miután erre a szörnyű felismerésre jutnak a még élők, fejbe lövik azt(őt).
CJ-ék elmondják, hogy láttak buszokat az alagsorban, amivel megszökhetnének, Steve felajánlja hogy menjenek a kikötőbe a yachtjához amivel elhajózhatnak. A buszokat megerősítik és átalakítják, hogy képesek legyenek áttörni a zombiseregen. Andy már napok óta éhezik, ezért a plázában lévő kutyára egy hátizsákot kötnek és abban ennivalót küldenek be neki. Andy mikor kinyitja az ajtót pár zombi megharapja, bár ő még nem tudja hogy zombivá fog válni, a plázában lévők tudják hogy már nem vihetik magukkal, hisz a legkisebb harapás is átváltoztat. Nicole eközben áthajt a teherautóval Andyhoz az utca túloldalára, hogy kimentse a kutyát. Sikerül bejutnia az épületbe, de Andy akkor már nem önmaga, és rátámad a lányra. Nicolenak sikerül bezárkózni a szekrénybe, és rádió-adóvevőn keresztül segítséget kér a többiektől. A többiek próbálnak bejutni a fegyverboltba, nehezen, viszont sikerrel. Amikor bejutnak kiszabadítják a lányt, de ehhez(ezután) az átalakult "holt/zombi" Andyt le kell lőniük. Felfegyverkeznek és lőszert vesznek magukhoz. Addigra annyi zombi gyűlik a ház köré, hogy nem igazán tudnának kitörni, később egy  égő gázpalackot dobnak a zombik közé, amikor az felrobban kihasználják a helyzetet. Kis közjáték után, látszólag szerencsésen és gyorsan lerohannak a csatornába. A zombik üldözik őket, konkrétabban ömlenek utánuk, Tuckert a plázába való visszamenekülés közben elkapják az élőhalottak. Kérésére fejbe lövik őt.
Nem sokon múlott, hogy visszajussanak a plázába. Steve megint hozta a formáját. Mivel már nincs több idejük és a zombikat sem tudják feltartani, ezért mindenki beszáll a két felspécizett - megerősített - buszba, és ha nehezen is, de sikerül kitörniük a plázából. Menekülés közben zombik kapaszkodnak a buszokra, és miközben sajátos módszerekkel próbálják leszedni őket, végül egy gázpalackot dobnak azok közé. Majd úgy intézik, hogy az mielőbb fel is robbanjon. Itt ugye a "beélesített" palackot egy jókötésű  - kicsit fura - zombi elkapja és felemeli(tartja is) egy darabig, ők meg rálőnek -, mármint a gázpalackra.  Nem sokkal ezután, amint szabad a pálya a robbanás után, valamivel később, nem messze a kikötőtőtől - ami a célállomás lenne - tovább "bonyolódik" a cselekmény. Nem túl rózsás a helyzet ott sem. Még a külvárosban, a második busz felborul. Az első busz utasai visszamennek értük, de többen is halottak már a busz utasai közül. Steve megpróbál lelépni, de túl korán örült. A film egy korábbi pontján jelezte Ananának, hogy lője le, ha zombivá alakulna, vagyis amennyiben megfertőződne. Kívánsága ezen a ponton - kényszerúűen - teljesül. Persze a hajó - yacht(jacht) - kulcs nála van, azt magukhoz veszik és végül sikerül elérniük a kikötőbe. Ahogy sejteni lehetett, ott is zombik vannak, nem is kevesen. Pontosabban őket követték odáig. CJ-t beszorítják a buszba a zombik, mivel már nem tud megmenekülni, ezért felrobbantja magát és ezáltal a zombikat is, így a többiek időt nyernek, és így el tudnak menekülni. Michael nem száll fel a hajóra, amit Ana először nem ért, majd a férfi megmutatja a karját - amin zombiharapásnyom található -, még a városban szerezte menekülés közben. Michael a mólon marad, miközben társai kifelé hajóznak a kikötőből fejbe lövi magát. Ana, Kenneth, Terry és Nicole menekül meg. A történet csattanója, hogy mikor már a stáblista megy, és már azt hihetnénk, hogy véget ért a film, akkor a Steve hajóján talált kézi kamerával készített felvételeiből is bevágnak. A Steve kamerájával készített felvételekből kiderül, hogy a túlélő csapatnak elfogyott a benzinje. Látszólag folytatják az azon - a kézi kamerán - lévő tartalom bővítését. Ezek után partra szállnak, hogy feltankoljanak, de egy zombisereg támadja meg őket nem sokkal azután, hogy kikötnek. A csapat kutyája elég hevesen és gyorsan fut az "erdős rész" irányába, de persze nagyon hamar visszatér és a kísérete magárt beszél, sőt rosszabb, mint várták volna. A sztori ott és akkor ér véget igazán, még a mólon. Az elejtett kamera pedig eközben veszi(rögzíti) az eseményeket egy kis időre/ideig, amelyek - legalábbis egy montázs részévé válva - a stáblistában kvázi folytatódnak. A történet befejezése így tehát - feltehetően - szándékosan kétértelmű lett. Kicsit talán a nézőre bízva a végét...

## Szereplők
| Szereplő       | Színész        | Magyar szinkron  |
| -------------- | -------------- | ---------------- |
| Ana            | Sarah Polley   | Pálfi Kata       |
| Kenneth        | Ving Rhames    | Gesztesi Károly  |
| Michael        | Jake Weber     | Kardos Róbert    |
| Andre          | Mekhi Phifer   | Nagy Ervin       |
| Steve          | Ty Burrell     | Forgács Péter    |
| CJ             | Michael Kelly  | Epres Attila     |
| Terry          | Kevin Zegers   | Dolmány Attila   |
| Bart           | Michael Barry  | Zámbori Soma     |
| Nicole         | Lindy Booth    | Ruttkay Laura    |
| Norma          | Jayne Eastwood | Horváth Zsuzsa   |
| Tucker         | Boyd Banks     | Beratin Gábor    |
| Luda           | Inna Korobkina | Bognár Gyöngyvér |
| Glen           | R.D. Reid      | Rudas István     |
| Monica         | Kim Poirier    | Zsigmond Tamara  |
| Frank          | Matt Frewer    | Orosz István     |
| Luis           | Justin Louis   | Holl Nándor      |
| Vivian         | Hannah Lochner |                  |
| Andy           | Bruce Bohne    | Breyer Zoltán    |
| Cahill Sheriff | Tom Savini     | Besenczi Árpád   |

## Fogadtatás
A 26 millió dollárból készült film 102 278 712 dolláros bevételt ért el.
Mivel egy klasszikus horrorfilm újrafeldolgozásáról van szó, sokszor elődjéhez viszonyítják. A kritikusok elismerték, hogy a filmes effektusok valósághűbbek és hatásosabbak is, mint az első filmben. Ugyanakkor kritikaként hozták fel, hogy a remake nem tud témájában újat felmutatni az eredetihez képest.

## Érdekességek
- Tom Savini, az 1990-es Az élőhalottak éjszakája (George A. Romero eredeti Az élőhalottak éjszakája című filmjének átdolgozása) rendezője egy jelenet erejéig feltűnik a filmben: Cahill seriffet játssza, akit a főszereplők a plázabeli TV-ken keresztül látnak (amint éppen azt ecseteli a riporternek, hogy a zombikat fejbe kell lőni és a testüket el kell égetni, mert csak így pusztulnak el.) További érdekes adalék, hogy Tom Savini az eredeti Holtak hajnalában is szerepelt.
- Tom Savinihez hasonlóan Ken Foree, az 1978-as Holtak hajnalának egyik főszereplője is kapott egy kisebb szerepet az újrafeldolgozásban: a TV-ben a prédikátort alakítja, aki szerint az apokalipszis annak a következménye, hogy a pokol már megtelt, ezért a Sátán a földre küldi a halottakat. Ezt az emberiség mérhetetlen bűneinek megtorlásaként értelmezi. A prédikátor szájából elhangzik az eredeti film ikonikussá vált mondata, nagyjából ugyanabban a megfogalmazásban.
- Az 1978-as film egy másik főszereplője, Scott Reiniger szintén kapott itt egy kisebb szerepet: ő a tábornok a TV-ben, aki tanácsokkal igyekszik ellátni a lakosságot és az „erődnek” nevezett menedékhelyre invitálja a túlélőket.
- Szemben mind az eredeti Holtak hajnalával, mind az Élőhalottak éjszakájával, ebben a filmben a zombik képesek szaladni, és legalább olyan gyors mozgásúak, mint az emberek. Az elődökben ehhez képest akár el is tudtak mellettük sétálni a menekülők.
- A 2004-es Holtak hajnalának koncepciója szerint a zombik feltehetőleg csakis emberhúst fogyasztanak. Nem úgy, mint Az élőhalottak éjszakájában, ahol minden élőlényt meg akarnak enni (egy jelenetben egy zombi egeret eszik).
- Richard P. Rubinstein volt a producere az eredeti Holtak hajnalának és ennek a remake-nek is.
- A film jeleneteinek tetemes részét egy elhagyott bevásárlóközpontban forgatták. A filmben látható márka-, ill. cégnevek mind fiktívek, leszámítva a Panasonicot és a Rootsot. Például a „Gaylen Ross” márkanév az 1978-as Holtak hajnala egyik női főszereplőjét alakító színésznő nevét takarja, míg a „Hallowed Grounds” Johnny Cash filmben is elhangzó The Man Comes Around című dalára utal.
- A filmnek három különböző verziója készült, ezek lényegében a vágásban különböznek. A legrövidebbet vetítik általában a TV-ben, emellett van a vágatlan rendezői változat, mely több kiegészítő jelenettel is szolgál, a harmadik változat pedig a rendezőitől helyenkénti cenzúrázásban és minimális módosításokban tér el.

## Zene
- "Have A Nice Day"

Írta: Kelly Jones, Richard Jones & Stuart Cable 

Előadja: Stereophonics
- "The Man Comes Around"

Írta: Johnny Cash (as John R. Cash)

Előadja: Johnny Cash
- "Don't Worry, Be Happy"

Írta: Bobby McFerrin

Előadja: Tree Adams
- "All By Myself"

Írta: Eric Carmen & Sergei Rachmaninoff 

Előadja: Tree Adams
- "Right Time Of The Night"

Írta: Peter McCann 

Előadja: Tree Adams
- "You Light Up My Life"

Írta: Joe Brooks 

Előadja: Tree Adams
- "Down With The Sickness"

Írta: Mike Wengren, Dan Donegan, David Draiman (as Dave Draiman) & Fuzz (as Steve Kmak) 

Előadja: Mark Jonathan Davis (as Richard Cheese) & Lounge Against The Machine
- "What The World Needs Now Is Love"

Írta: Burt Bacharach & Hal David 

Előadja: Tree Adams
- "The Hangman's Song"

Írta: Tim Kelley & Christa Meyer 

Előadja: Tyler Bates, Joey Waronker, Rusty Logsdon, Nan Vernon & Soda
- "All Out Of Love"

Írta: Graham Russell & Clive Davis 

Előadja: Tree Adams
- "People Who Died"

Írta: Jim Carroll, Brian Linsley, Stephen Linsley, Terrell Winn & Wayne Woods 

Előadja: The Jim Carroll Band